# Crocidura glassi
Crocidura glassi är en däggdjursart som beskrevs av Heim de Balsac 1966. Crocidura glassi ingår i släktet Crocidura och familjen näbbmöss. IUCN kategoriserar arten globalt som sårbar. Inga underarter finns listade i Catalogue of Life.
Denna näbbmus förekommer med en större och några mindre populationer i Etiopiens högland. Den vistas i regioner som ligger 2700 till 4050 meter över havet. Habitatet utgörs av gräsmarker, buskskogar och myr.